# كيم بارنز
كيم بارنز (بالإنجليزية: Kim Barnes)‏ (1958، لويستون في الولايات المتحدة)؛ روائية أمريكية.